# Gaura lindheimeri
Gaura lindheimeri е вид северноамериканско цвете от род Gaura.

## Разпространение
Растението е разпространено в южна Луизиана и Тексас.

## Описание
Видът е многогодишно тревисто растение достигащо височина 50 - 150 cm с гъсти разклонени стъбла, които израстват от едно подземно коренище. Листата са фини, овласени, копиевидни, с дължина 1 - 9 cm и широчина 1 - 13 mm с едро назъбени ръбове. Цветовете са разположени на 10 - 80 сантиметрово съцветие. Те са розови или бели, с диаметър 2 - 3 cm с четири венчелистчета и дълги четинковидни тичинки. Цъфтят от началото на пролетта до първия мраз.
Цветето се отглежда и като градинско растение. Селектирани са сортове с различни окраски на цвета – от бял до тъмно розов.